# Гусман Лопес, Овидио
Овидио Гусман Лопес (исп. Ovidio Guzmán López; род. 29 марта 1990, Кульякан, Синалоа, Мексика), широко известный как «Эль-Ратон» или «Эль-Нуэво-Ратон» («Мышь» или «Новая мышь») — мексиканский наркобарон и высокопоставленный член картеля Синалоа. Сын наркобарона Хоакина «Эль Чапо» Гусмана, который когда-то считался самым разыскиваемым наркобароном Мексики и самым разыскиваемым преступником в мире. Гусмана Лопеса подозревали в том, что он является лидером фракции картеля Синалоа, которую часто называют Los Chapitos, Los Menores и/или Los Juniors. Был схвачен 5 января 2023 года и 15 сентября того же года экстрадирован в США.

## Карьера
Гусман Лопес родился 29 марта 1990 года и является сыном Хоакина «Эль Чапо» Гусмана от его второй жены.
Был вовлечён в бизнес своего отца по торговле наркотиками с тех пор, как был подростком, и взял на себя видную роль в картеле Синалоа после ареста своего отца. Считается, что он возглавляет картель вместе со своими братьями Иваном Аркивалдо Гусманом и Хесусом Альфредо Гусманом, а также Исмаэлем Самбадой. С 8 мая 2012 года находится под санкциями США.
В июле 2017 года прокурор Соединённых Штатов в округе Колумбия собрал большое жюри, которое официально предъявило Овидио Гусману Лопесу и его брату Хоакину Гусману Лопесу обвинения в участии в заговоре с целью незаконного оборота кокаина, метамфетамина и марихуаны с 2008 года. Запечатанное обвинительное заключение было подано 2 апреля 2018 года. 12 декабря 2018 года обвинительное заключение было раскрыто с ограниченной целью раскрытия информации в рамках процедуры экстрадиции в соответствии с Законом Дженкса. Судья Рудольф Контрерас распорядился полностью раскрыть обвинительное заключение 13 февраля 2019 года.

### Захват и освобождение 2019 года
17 октября 2019 года члены Национальной гвардии ненадолго арестовали Овидио Гусмана Лопеса в Кульякане, Синалоа, что привело к нескольким перестрелкам в городе. Тяжело вооружённые боевики картеля (численностью более 700 человек) угрожали массовой гибелью мирных жителей, включая нападение на жилой комплекс, в котором проживали родственники местных военнослужащих. Через несколько часов Овидио Гусман был освобождён, а президент Андрес Мануэль Лопес Обрадор заявил, что поддерживает это решение, чтобы «предотвратить дальнейшее кровопролитие». Однако в следующем месяце один из офицеров, арестовавших Овидио, был убит.
8 мая 2020 года Сантьяго Ньето, глава мексиканского Управления финансовой разведки (Unidad de Inteligencia Financiera), подтвердил, что правительство Мексики заморозило активы Овидио Гусмана, заявив: «Мы заморозили счета Овидио и 330 человек, связанных с картелем, и подали жалобу с прокуратурой. Мы также обнаружили нарушения».

### Захват 2023 года
5 января 2023 года власти арестовали Гусмана Лопеса в районе Хесус Мария города Кульякан. Сообщения о его аресте были позже подтверждены министром обороны Луисом Кресенсио Сандовалем, который заявил, что персонал армии, национальной гвардии, секретариата национальной обороны и секретариата военно-морского флота захватил его и также сумел успешно переправить его в Мехико. Позже в тот же день его доставили на вертолёте в федеральную тюрьму строгого режима Альтиплано в Альмолоя-де-Хуарес.
После ареста консульство США в Эрмосильо сообщило, что оно получило сообщения о стрельбе и пожарах в городах Кулиакан, Лос-Мочис и Гуасаве Синалоа. Губернатор Рубен Роша Мойя призвал население оставаться на местах. Консульство США подтвердило высочайший уровень рекомендаций Государственного департамента США по поездкам, предостерегающий от поездок в Синалоа.
Волнения после задержания Гусмана Лопеса привели к закрытию международного аэропорта Кулиакана после обстрела пассажирского самолёта. Aeroméxico отклонила самолёты от других региональных аэропортов Синалоа, и после того, как два грузовика были атакованы на шоссе 15 возле Сьюдад-Обрегон в соседней Соноре, рейсы Aeroméxico из аэропорта этого города также были отменены. Сообщалось о мародерстве в некоторых частях Кулиакана, многие предприятия и банки объявили о временном закрытии по всему штату.
Первые сообщения о жертвах указывали на 18 раненых и двух убитых полицейских. В Эскуинапе, Синалоа, полковник пехоты и четверо его сопровождающих попали в засаду и были убиты членами картеля.